# Roxas (Cápiz)
Roxas ([ˈroxas]) es una ciudad y la capital de la provincia filipina de Cápiz.
Roxas es un centro por la producción de copra y pescado enlatado. En el área circundante se cultiva azúcar, arroz, coco, fruta, cáñamo y tabaco. Los habitantes de Roxas y el resto de Cápiz hablan hiligainon.
La ciudad, anteriormente conocida como municipio de Cápiz, toma su nombre del presidente Manuel Roxas.
Según el censo de 2000, la ciudad tiene 126.352 habitantes en 25.126 viviendas.

## Barangayes
Roxas se divide políticamente en 47 barangayes.
- Adlawan
- Bago
- Balijuagan
- Banica
- I Población I (I Barangay)
- X Población X (X Barangay)
- XI Población XI (XI Barangay)
- II Población II (II Barangay)
- III Población III (III Barangay)
- IV Población IV (IV Barangay)
- V Población V (V Barangay)
- VI Población VI (VI Barangay)
- VII Población VII (VII Barangay)
- VIII Población VIII (VIII Barangay)
- IX Población IX (IX Barangay)
- Barra
- Bato
- Baybay
- Bolo
- Cabugao
- Cagay
- Cogon
- Culajao
- Culasi
- Dumolog
- Dayao
- Dinginan
- Gabu-an
- Inzo Arnaldo Village (Cadima
- Jumaguicjic
- Lanot
- Lawa-an
- Liong
- Libas
- Loctugan
- Lonoy
- Milibili
- Mongpong
- Olotayan
- Punta Cogon
- Punta Tabuc
- San José
- Sibaguan
- Talon
- Tanque
- Tanza
- Tiza